# Izbat Beit Hanoun
Izbat Beit Hanoun, en arabe : عزبة بيت حانون, est un village du gouvernorat de Gaza-Nord en Palestine. Selon le recensement du bureau central palestinien des statistiques.

## Histoire
Le village compte 7383 habitants en 2006. Il est fortement endommagé lors de la guerre de Gaza, période durant il accueille un camp pour les déplacés internes.